# Правый сектор (партия)
«Правый сектор» (укр. Правий сектор) — украинская националистическая партия, созданная 22 марта 2014 года и зарегистрированная 22 мая 2014 года.
Создание политической партии на юридической и кадровой базе партии «Украинская национальная ассамблея» (УНА-УНСО), которая при этом сменила своё название, представляло собой организационное и юридическое оформление «политического крыла» «Правого сектора», получившего известность как объединение разнородных праворадикальных националистических организаций в ходе событий Евромайдана.
Лидером (укр. провідник) «Правого сектора» с момента его создания являлся Дмитрий Ярош, руководитель украинской праворадикальной организации «Тризуб» (11 ноября 2015 года в связи с разногласиями внутри руководства он объявил об уходе с поста проводника движения), руководителем партии — Андрей Тарасенко.

## История
Первый съезд партии принял устав, избрал Дмитрия Яроша главой партии и поддержал выдвижение его кандидатуры на президентских выборах 25 мая 2014 года.
1 апреля 2014 года Дмитрий Ярош был зарегистрирован в качестве кандидата на пост президента Украины как самовыдвиженец. По результатам голосования он занял 11 место, набрав 0,7 % голосов.
22 мая партия была зарегистрирована Министерством юстиции Украины. Как свидетельствуют данные Единого реестра общественных формирований, партия «Правый сектор» была создана простым переименованием «Украинской национальной ассамблеи». Ранее свидетельство под номером 923 принадлежало партии «Украинская национальная ассамблея», которая была зарегистрирована 29 сентября 1997 г. Её лидером был Юрий Шухевич. После переименования свидетельство под № 923 от 29 сентября 1997 г. стало значиться за политической партией «Правый сектор». Лидером партии стал Дмитрий Ярош, а Юрий Шухевич стал членом партии «Правый сектор» (Шухевич дал согласие баллотироваться на парламентских выборах 26 октября 2014 года в партийном списке «Радикальной партии Олега Ляшко», из-за чего был снят с должности председателя УНА-УНСО).
27 июля 2014 года, во время парламентского кризиса, вызванного распадом правительственной коалиции в Верховной раде, пресс-служба партии выступила с заявлением, приветствовав роспуск коалиции как «единственно верный путь к перевыборам Верховной Рады» и поддержав роспуск парламента: «После завершения активной фазы украинской национально-освободительной революции был избран новый президент, старая власть пала, а её основные представители позорно бежали в Россию, показав тем самым, чьим интересам они служили. В регионах назначены новые губернаторы, прокуроры и начальники областных управлений милиции. Но сама система, построенная режимом Януковича, базировавшаяся на основе советского фундамента государственного управления, несмотря на полученные повреждения, осталась на плаву и успешно восстанавливается некоторыми людьми и структурами. Невозможно двигаться вперёд, если на ногах кандалы старой системы. Её необходимо полностью разрушить и построить новую систему, базирующуюся на принципах действительного народовластия». Кроме того, «Правый сектор» настаивал на том, чтобы в избирательной кампании на законодательном уровне было запрещено участвовать членам КПУ и Партии регионов. В то же время, 25 июля тогдашний руководитель информационного отделения партии «Правый сектор» Борислав Береза заявил в прямом эфире одного из украинских телеканалов, что сама партия не будет участвовать в парламентских выборах.
Тем не менее партия была зарегистрирована ЦИК 26 сентября, в партийный список вошли 33 кандидата, а возглавил его тогдашний заместитель председателя партии по политическим вопросам Андрей Тарасенко, находившийся в то время в Эстонии на лечении после тяжёлого ранения. Лидер партии Дмитрий Ярош баллотировался в одном из мажоритарных округов в Днепропетровской области.
По результатам выборов 24 октября 2014 года, «Правый сектор» не смог преодолеть пятипроцентного барьера. По мажоритарным округам в Верховную раду прошли Дмитрий Ярош (округ № 39 в Днепропетровской области; выдвигался «Правым сектором»), а также не входивший в партию Борислав Береза, являвшийся в то время главой информационного отдела движения «Правый сектор» (округ № 213 в городе Киев; самовыдвиженец) и Андрей Денисенко (округ № 26 в Днепропетровской области; выдвигался Блоком Петра Порошенко).
22 июля 2015 года партия отказалась от участия в осенних местных выборах и решила инициировать референдум по вопросу о недоверии «всем ветвям власти». Это решение было связано с событиями, произошедшими в Мукачеве в начале июля.
11 ноября 2015 года депутат Верховной Рады Украины, лидер партии «Правый сектор» Дмитрий Ярош заявил о сложении с себя полномочий руководителя партии.
19 марта 2016 года новым председателем политической партии «Правый сектор» был избран Андрей Тарасенко.
Всеобщие выборы – 2019
На парламентских выборах 2019 года партия не преодолела 5-процентный барьер и, таким образом, не смогла повторно пройти в украинский парламент.

## Члены партии на государственных должностях
Ярош, Дмитрий Анатольевич — заместитель главы Комитета по вопросам национальной безопасности и обороны Верховной рады Украины; советник начальника Генерального штаба — Главнокомандующего Вооружёнными силами Украины.